# La Feuille d'érable
La Feuille d'érable (la fulla d'arç) és una sèrie de televisió històrica en coproducció Québec, França, Suïssa i Bèlgica de tretze episodis, emesos al Quebec entre el 28 de desembre de 1971 i el 28 de març de 1972 a la Télévision de Radio-Canada, a França a partir del 18 de març de 1972 a l'ORTF, a Suïssa a la SSR i a Bèlgica a la RTB. també fou emesa a Espanya i Alemanya.

## Sinopsi
La sèrie aprofita per repassar la història del Quebec vista per la família Bellerose, des de l'arribada de François Bellerose a Nova França junt amb Jacques Cartier el 1535, fins a la mort del darrer descendent, Julien Bellerose, el 1760, quan Quebec passa a formar part del Canadà britànic.

## Repartiment
- Gilles Renaud: François Bellerose
- Dominique Briand: Louis Bellerose
- François Tassé: Julien Bellerose
- Carole Laure: Anne-Marie Bellerose
- Michèle Magny: Louise Bellerose
- Anne Pauzé: Marie Bellerose
- Léo Ilial: Jacques Cartier
- Ronald France: Agonna
- Roger Garceau: Dom Anthoine
- Paul Guèvremont: Xavier
- Hélène Loiselle: Gertrude
- Jean-Louis Roux: Chevalier de Lévis
- David Schurmann: Robert Stobo
- Lionel Villeneuve: La Bouille
- Michelle Rossignol
- André Richard
- Jean Archambault

## Episodis
1. Le Canayen
2. La Canayenne
3. La Pucelle de Tadoussac
4. La Croix du Mont-Royal
5. Un hiver brûlant
6. La Fille du Roy
7. 3000 soldats, une fille
8. Les Caribous
9. Le Seigneur de la forêt
10. Le Trésor du chameau
11. Les Acadiens
12. L'Évadé
13. L'Adieu au lys